# La Liga 1963-1964
Statisticile pentru sezonul La Liga 1963–64.
La acest sezon au participat următoarele cluburi:
| - Atlético Bilbao - Atlético Madrid - CF Barcelona - Betis - Córdoba CF - Elche CF - RCD Español - Levante UD |  | - Murcia - Pontevedra CF - Real Madrid - Real Oviedo - Sevilla CF - Valencia CF - Valladolid - Zaragoza |

## Clasament
| Poziție | Club            | Meciuri jucate | V  | E  | Î  | GÎ | GP | Puncte | A   | Comentarii                       |
| ------- | --------------- | -------------- | -- | -- | -- | -- | -- | ------ | --- | -------------------------------- |
| 1       | Real Madrid     | 30             | 22 | 2  | 6  | 61 | 23 | 46     | 38  | Campion La Liga                  |
| 2       | CF Barcelona    | 30             | 19 | 4  | 7  | 74 | 38 | 42     | 36  |                                  |
| 3       | Betis           | 30             | 15 | 7  | 8  | 47 | 36 | 37     | 11  |                                  |
| 4       | Zaragoza        | 30             | 14 | 6  | 10 | 52 | 42 | 34     | 10  |                                  |
| 5       | Elche CF        | 30             | 13 | 7  | 10 | 35 | 31 | 33     | 4   |                                  |
| 6       | Valencia CF     | 30             | 16 | 0  | 14 | 53 | 47 | 32     | 6   |                                  |
| 7       | Atlético Madrid | 30             | 10 | 9  | 11 | 37 | 34 | 29     | 3   |                                  |
| 8       | Atlético Bilbao | 30             | 12 | 5  | 13 | 43 | 40 | 29     | 3   |                                  |
| 9       | Sevilla CF      | 30             | 9  | 11 | 10 | 33 | 38 | 29     | -5  |                                  |
| 10      | Levante UD      | 30             | 10 | 7  | 13 | 43 | 56 | 27     | -13 |                                  |
| 11      | Córdoba CF      | 30             | 10 | 6  | 14 | 32 | 38 | 26     | -6  |                                  |
| 12      | Murcia          | 30             | 11 | 4  | 15 | 41 | 54 | 26     | -13 |                                  |
| 13      | RCD Español     | 30             | 10 | 5  | 15 | 34 | 47 | 25     | -13 | Playoff                          |
| 14      | Real Oviedo     | 30             | 10 | 5  | 15 | 27 | 42 | 25     | -15 | Playoff                          |
| 15      | Pontevedra CF   | 30             | 8  | 5  | 17 | 30 | 45 | 21     | -15 | Retrogradată în Segunda División |
| 16      | Valladolid      | 30             | 7  | 5  | 18 | 27 | 58 | 19     | -31 | Retrogradată în Segunda División |

## Playoff
| Tur:        |     |             |
| Real Gijón  | 1-0 | RCD Español |
| Real Oviedo | 4-1 | Hércules CF |

| Retur:      |     |             |         |
| RCD Español | 3-0 | Real Gijón  | Gen:3-1 |
| Hércules CF | 1-0 | Real Oviedo | Gen:2-4 |